# 蕭沇
巴陵王蕭沇（6世紀—？），《陳書》與《南史》均作「蕭沇」，《梁書》作「蕭紞」，南蘭陵郡蘭陵縣人，南朝齊宗室之後，南朝梁、南朝陳二王後之一。

## 生平
蕭沇早年出仕南朝梁，曾任鎮西將軍府的法曹行參軍。
侯景之亂後，身為二王後之一的巴陵王傳承中斷。太平元年十二月二十四日（557年2月8日），紹封前代之後，遂封蕭沇為巴陵郡王，以奉齊室後。
南朝陳永定元年（557年）十月，陳武帝代梁，封前朝遜帝蕭方智為江陰郡王。巴陵王遂與江陰王成為南朝陳二王後。
天嘉元年（560年）二月，北周釋放身為人質的陳武帝之子陳昌回國，以讓其與陳文帝爭奪皇位。陳昌將要回來時，以巴陵王蕭沇為首的百官上表陳文帝請求拜陳昌為使持節、散騎常侍、都督湘州諸軍事、驃騎將軍、湘州牧，封衡陽郡王。陳文帝下詔從之。